# CLPTM1L
CLPTM1L‏ (CLPTM1 like) هوَ بروتين يُشَفر بواسطة جين CLPTM1L في الإنسان.